# Graham Whitehead
Alfred Graham Whitehead (15 de abril de 1922 – 15 de janeiro de 1981) foi um automobilista britânico nascido na Inglaterra que participou apenas do Grande Prêmio da Grã-Bretanha de 1952 de Fórmula 1.
Graham é meio-irmão de Peter Whitehead.

## Fórmula 1[1]
(Legenda)
| Ano  | Equipe          | Chassis | Motor   | 1   | 2   | 3   | 4   | 5         | 6   | 7   | 8   | Pontos | Posição  |
| ---- | --------------- | ------- | ------- | --- | --- | --- | --- | --------- | --- | --- | --- | ------ | -------- |
| 1952 | Peter Whitehead | Alta F2 | Alta L4 | SUI | 500 | BEL | FRA | GBR 12º D | ALE | HOL | ITA | 0      | NC (48º) |

### 24 Horas de Le Mans[2]
| Ano  | Equipe                    | Nº | Co-Pilotos      | Chassi                  | Pneus | Classe | Voltas | Posição | Posição Na Categoria |
| Ano  | Equipe                    | Nº | Co-Pilotos      | Motor                   | Pneus | Classe | Voltas | Posição | Posição Na Categoria |
| ---- | ------------------------- | -- | --------------- | ----------------------- | ----- | ------ | ------ | ------- | -------------------- |
| 1953 | Bristol Aeroplane Company | 37 | Lance Macklin   | Bristol 450 Coupe       | D     | S 2.0  | 29     | DNF     | DNF                  |
| 1953 | Bristol Aeroplane Company | 37 | Lance Macklin   | Bristol 2.0L I6         | D     | S 2.0  | 29     | DNF     | DNF                  |
| 1954 | Jaguar Cars Ltd.          | 21 | Ian Stewart     | Aston Martin DB3S Coupe | A     | S 3.0  | 64     | DNF     | DNF                  |
| 1954 | Jaguar Cars Ltd.          | 21 | Ian Stewart     | Aston Martin 2.9L I6    | A     | S 3.0  | 64     | DNF     | DNF                  |
| 1955 | Cooper Car Company        | 11 | Peter Whitehead | Cooper-Jaguar T38       | D     | S 5.0  | 38     | DNF     | DNF                  |
| 1955 | Cooper Car Company        | 11 | Peter Whitehead | Jaguar 3.4L I6          | D     | S 5.0  | 38     | DNF     | DNF                  |
| 1957 | David Brown               | 5  | Peter Whitehead | Aston Martin DBR2/370   | D     | S 5.0  | 81     | DNF     | DNF                  |
| 1957 | David Brown               | 5  | Peter Whitehead | Aston Martin 3.7L I6    | D     | S 5.0  | 81     | DNF     | DNF                  |
| 1958 | P & A. G. Whitehead       | 5  | Peter Whitehead | Aston Martin DB3S       | A     | S 3.0  | 293    | 2º      | 2º                   |
| 1958 | P & A. G. Whitehead       | 5  | Peter Whitehead | Aston Martin 3.0L I6    | A     | S 3.0  | 293    | 2º      | 2º                   |
| 1959 | A. G. Whitehead           | 7  | Brian Naylor    | Aston Martin DBR1/300   | A     | S 3.0  | 52     | DNF     | DNF                  |
| 1959 | A. G. Whitehead           | 7  | Brian Naylor    | Aston Martin 3.0L I6    | A     | S 3.0  | 52     | DNF     | DNF                  |
| 1960 | A. G. Whitehead           | 15 | Henry Taylor    | Ferrari 250 GT SWB      | D     | GT 3.0 | 258    | DNF     | DNF                  |
| 1960 | A. G. Whitehead           | 15 | Henry Taylor    | Ferrari 3.0L V12        | D     | GT 3.0 | 258    | DNF     | DNF                  |